# Безприм
Бе́зприм (пол. Bezprym; 987—1032) — князь Польши с 1031 по 1032 год, сын Болеслава I Храброго и Юдиты Венгерской.

## Биография

### Ранние годы
По данным хроник, отец пытался сделать Безприма монахом и в 1001 или 1003 году послал его на обучение в Италию, в монастырь. Однако монахом Безприм не стал. В 1025 году, после коронации его младшего брата Мешко, Безприм был изгнан из Польши вместе с Отто (другим своим братом) и нашёл пристанище в Киеве.

### Правление
Безприм всё же занял престол после свержения Мешко II в 1031 году. Помогал ему в этом киевский князь Ярослав I Мудрый.
Правление Безприма длилось недолго. Причиной его падения была его крайняя жестокость. По данным «Хильдесхаймских анналов», он был убит своими же людьми не позднее весны 1032 года. Вероятно, инициаторами его смерти были его единокровные братья Мешко II и Отто, главным заговорщиком был Отто, который остался на свободе в Германии. Место захоронения Безприма неизвестно.

### Итоги правления
В результате правления Безприма Польское государство существенно ослабело. После его смерти страна была разделена на три части: между Мешко II, Отто, и их двоюродным братом Дитрихом (Пястом). Это привело к значительному увеличению влияния Священной Римской империи на дела Польши. Кроме того, Польша потеряла свой статус «королевства» почти на полвека.